# WrestleMania 39
WrestleMania 39 è stata la trentanovesima edizione dell'omonimo pay-per-view di wrestling prodotto dalla WWE. L'evento si è svolto il 1° e 2 aprile 2023 al SoFi Stadium di Inglewood (California) ed è stato trasmesso in diretta su Peacock negli Stati Uniti e sul WWE Network nel resto del mondo.
Questa è stata la sesta edizione di WrestleMania a tenersi nell'area metropolitana di Los Angeles (dopo le edizioni II, VII, XII, 2000 e XXI) e la settima in totale a svolgersi nello stato della California (includendo anche l'edizione XXXI).

## Storyline
Alla Royal Rumble, il rientrante Cody Rhodes vinse l'omonimo match dopo aver eliminato per ultimo Gunther, ottenendo così un incontro per l'Undisputed WWE Universal Championship di Roman Reigns a WrestleMania 39. Ad Elimination Chamber, Reigns difese poi con successo il titolo contro Sami Zayn, cimentando dunque il suo match con Rhodes all'evento.

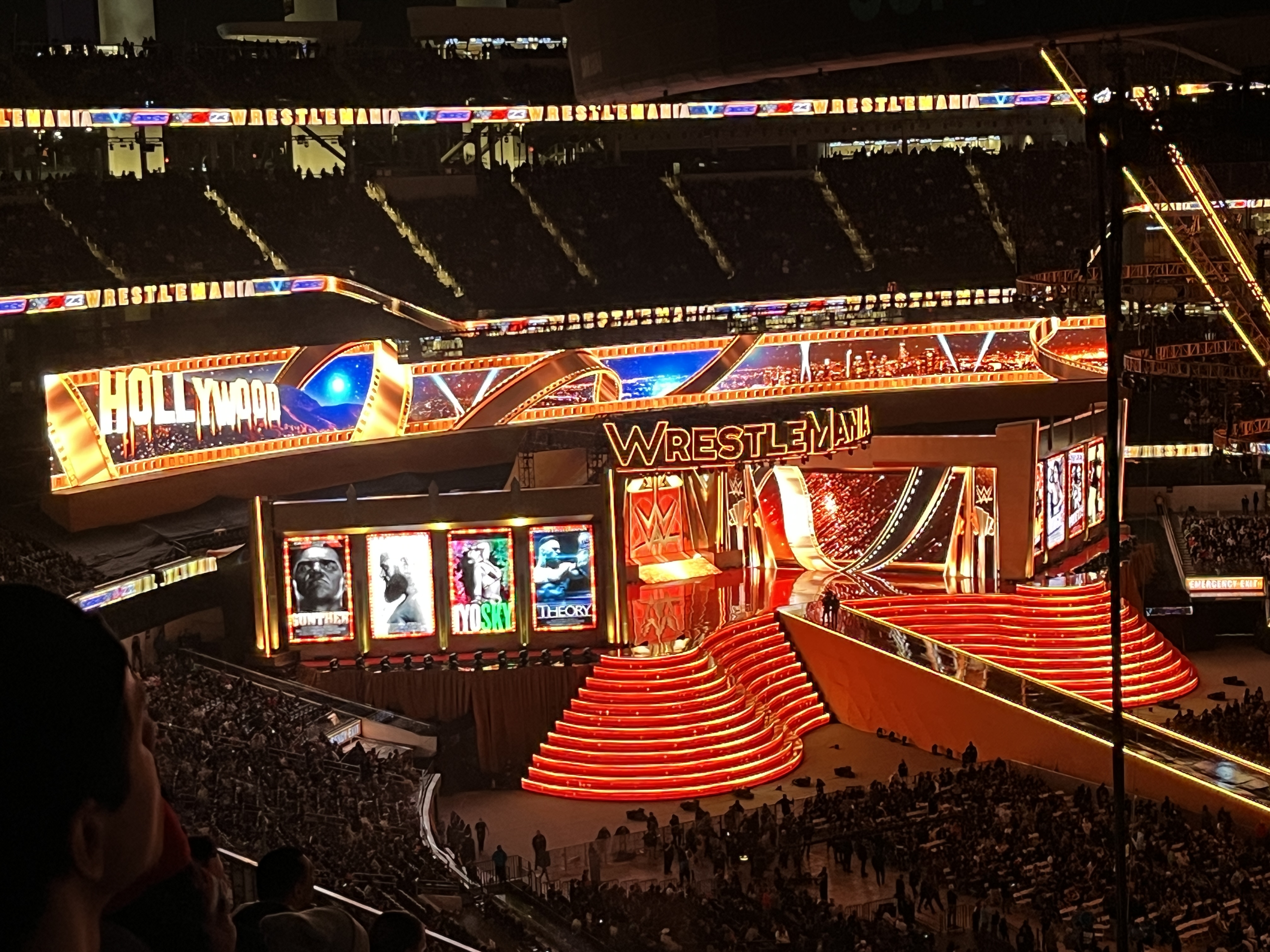
Stage dell'evento

Alla Royal Rumble, Rhea Ripley trionfò nell'omonimo match femminile dopo aver eliminato per ultima Liv Morgan, ottenendo così un incontro a scelta per uno dei due titoli femminili a WrestleMania 39. Nella puntata di Raw del 30 gennaio, Ripley decise poi di affrontare Charlotte Flair per lo SmackDown Women's Championship..
Ad Elimination Chamber, Asuka vinse l'omonimo match che comprendeva anche Carmella, Liv Morgan, Natalya, Nikki Cross e Raquel Rodriguez, diventando la sfidante al Raw Women's Championship di Bianca Belair a WrestleMania 39.
Nella puntata di Raw del 20 febbraio, Omos e il suo manager MVP diedero del codardo a Brock Lesnar dopo che quest'ultimo si fece intenzionalmente squalificare durante il suo match con Bobby Lashley a Elimination Chamber. La settimana successiva, Lesnar, dopo aver attaccato MVP, accettò poi di affrontare Omos a WrestleMania 39.
Nella puntata di Raw del 6 marzo, il rientrante John Cena ebbe un confronto verbale con lo United States Champion Austin Theory, il quale lo sfidò poi ad un match per WrestleMania 39. Dopo aver inizialmente rifiutato la proposta, Cena, indispettito dai continui insulti di Theory, accettò la sfida e l'incontro tra i due fu quindi reso ufficiale con in palio il titolo.
Alla Royal Rumble, Logan Paul prese parte al royal rumble match, dove eliminò Seth Rollins. Dopo ciò, Rollins continuò a menzionare ed insultare Paul in alcune interviste, considerandolo non meritevole di un posto all'interno del roster. Ad Elimination Chamber, Paul si rese dunque protagonista di un'interferenza ai danni di Rollins durante l'elimination chamber match valevole per lo United States Championship, attaccandolo e costandogli così la vittoria del titolo. Dopo un ulteriore scontro verbale nella puntata di Raw del 6 marzo, fu poi sancito un match tra i due per WrestleMania 39.
Nella puntata di Raw del 6 febbraio, Becky Lynch sconfisse Bayley in uno steel cage match grazie all'aiuto a sorpresa di Lita, che attaccò Dakota Kai e Iyo Sky. Tre settimane dopo, Lynch e Lita batterono Kai e Sky e conquistarono il WWE Women's Tag Team Championship anche grazie all'intervento di Trish Stratus, la quale attaccò Bayley a bordo ring per preventivarne l'interferenza. Nella puntata di Raw del 6 marzo, Stratus, Lita e Lynch sfidarono poi Bayley, Kai e Sky ad un six-woman tag team match per WrestleMania 39.
Dopo essere tornato durante il royal rumble match dell'omonimo evento, Edge riprese la sua faida col Judgment Day, sconfiggendo poi, insieme alla moglie Beth Phoenix, Finn Bálor e Rhea Ripley in un mixed tag team match a Elimination Chamber. Nella puntata di Raw del 20 febbraio, Edge affrontò Austin Theory per lo United States Championship, ma fu sconfitto a causa dell'interferenza di Bálor, che lo attaccò e gli costò la vittoria. Due settimane dopo, Edge attaccò dunque Bálor per ripicca e poco dopo lo sfidò ad un hell in a cell match per WrestleMania 39.
Nella puntata di SmackDown del 3 marzo, l'official Adam Pearce annunciò un fatal five-way match fra Drew McIntyre, Karrion Kross, Kofi Kingston (poi sostituito da Xavier Woods per via di un infortunio), LA Knight e Sheamus per determinare lo sfidante all'Intercontinental Championship di Gunther a WrestleMania 39. La settimana dopo, McIntyre e Sheamus vinsero in contemporanea l'incontro a causa di un doppio schienamento, portando di conseguenza all'annuncio di un match tra i due per stabilire il contendente definitivo al titolo. Nella puntata di SmackDown del 17 marzo, l'incontro fra McIntyre e Sheamus terminò tuttavia senza un vincitore in seguito all'interferenza dell'Imperium, che attaccò entrambi. Ciò indusse Pearce a sancire un triple threat match.
Alla Royal Rumble, Kevin Owens fu sconfitto da Roman Reigns in un match valevole per l'Undisputed WWE Universal Championship, venendo poi attaccato da questi con l'aiuto dei membri della Bloodline. Dopo attimi di esitazione, Sami Zayn colpì Reigns, suo alleato nella stable, alle spalle con una sedia per aiutare il suo ex amico Owens, venendo poi colpito da Jimmy Uso e Solo Sikoa, mentre Jey Uso lasciò scosso il ring poiché aveva stretto un forte legame d'amicizia con Zayn.. Dopo che Zayn venne battuto da Reigns in un match con in palio l'Undisputed WWE Universal Championship a Elimination Chamber, Owens accorse in suo aiuto per difenderlo dall'assalto di Jimmy Uso e Sikoa, ristabilendo così la loro storica alleanza. Nel corso delle settimane successive, Zayn cercò di convincere Jey a distaccarsi dalla Bloodline, ma, nella puntata di Raw del 6 marzo, quest'ultimo lo colpì a tradimento, rimanendo dunque leale a Reigns. Dopo essersi definitivamente riappacificati grazie all'intervento di Cody Rhodes, Owens e Zayn sfidarono gli Usos a WrestleMania 39 con in palio l'Undisputed WWE Tag Team Championship.
A Clash at the Castle, Edge e Rey Mysterio sconfissero Finn Bálor e Damian Priest, ma, al termine dell'incontro, Dominik Mysterio colpì a tradimento sia Edge che suo padre, unendosi al Judgment Day di Bálor. Non volendosi però scontrare col proprio figlio, Rey decise di passare al roster di SmackDown. Alla Royal Rumble, Dominik attaccò il padre alle spalle prima che questi potesse effettuare la propria entrata durante il royal rumble match, rendendolo impossibilitato a partecipare alla contesa e riaprendo così la loro faida. Dominik, accompagnato dal Judgment Day, iniziò quindi ad apparire più frequentemente a SmackDown per provocare ed insultare Rey, arrivando a sfidarlo ad un match per WrestleMania 39. Nonostante abbia rifiutato a più riprese la sfida, Rey si convinse ad affrontare Dominik dopo che quest'ultimo mancò di rispetto alla madre, presente fra il pubblico, durante la puntata di SmackDown del 24 marzo, ufficializzando dunque l'incontro.

## Risultati

### Prima serata
| # | Match | Stipulazioni                                              | Durata |
| - | --- | --------------------------------------------------------- | ------ |
| 1 | Austin Theory (c) ha sconfitto John Cena                                                                        | Single match per il WWE United States Championship        | 11:20  |
| 2 | Gli Street Profits hanno sconfitto Braun Strowman e Ricochet, l'Alpha Academy e i Viking Raiders (con Valhalla) | Fatal four-way tag team match                             | 8:30   |
| 3 | Seth Rollins ha sconfitto Logan Paul                                                                            | Single match                                              | 16:15  |
| 4 | Becky Lynch, Lita e Trish Stratus hanno sconfitto Bayley, Iyo Sky e Dakota Kai                                  | Six-woman tag team match                                  | 14:40  |
| 5 | Rey Mysterio ha sconfitto Dominik Mysterio                                                                      | Single match                                              | 14:55  |
| 6 | Rhea Ripley ha sconfitto Charlotte Flair (c)                                                                    | Single match per il WWE SmackDown Women's Championship    | 23:35  |
| 7 | Pat McAfee ha sconfitto The Miz                                                                                 | Single match                                              | 3:40   |
| 8 | Kevin Owens e Sami Zayn hanno sconfitto gli Usos (c)                                                            | Tag team match per l'Undisputed WWE Tag Team Championship | 24:15  |

### Seconda serata
| # | Match | Stipulazioni                                                 | Durata |
| - | --- | ------------------------------------------------------------ | ------ |
| 1 | Brock Lesnar ha sconfitto Omos (con MVP)                                                                                      | Single match                                                 | 4:55   |
| 2 | Ronda Rousey e Shayna Baszler hanno sconfitto Natalya e Shotzi, Liv Morgan e Raquel Rodriguez e Chelsea Green e Sonya Deville | Fatal four-way tag team match                                | 8:25   |
| 3 | Gunther (c) ha sconfitto Drew McIntyre e Sheamus                                                                              | Triple threat match per il WWE Intercontinental Championship | 16:40  |
| 4 | Bianca Belair (c) ha sconfitto Asuka                                                                                          | Single match per il WWE Raw Women's Championship             | 16:05  |
| 5 | The Miz vs. Shane McMahon è terminato in no-contest                                                                           | Single match                                                 | 1:20   |
| 6 | Snoop Dogg ha sconfitto The Miz                                                                                               | Single match                                                 | 1:00   |
| 7 | Edge ha sconfitto Finn Bálor                                                                                                  | Hell in a cell match                                         | 18:10  |
| 8 | Roman Reigns (c) (con Paul Heyman e Solo Sikoa) ha sconfitto Cody Rhodes                                                      | Single match per l'Undisputed WWE Universal Championship     | 34:35  |